# César Cristóbal Tapuy Papa
César Cristóbal Tapuy Papa (* 1960 am Río Napo) ist ein indigener Verbandsfunktionär aus Ecuador. Er gehört der Ethnie der Quechua an.
Cristóbal Tapuy ist ein Sohn von Pascual Tapuy, der 1976 zu den Gründern der Federación de Organizaciones Indígenas de Napo gehörte.

## Werdegang
Bis 1974 besuchte eine Schule der Mision Josefina del Napo (1922-1974).
Von 1975 bis 1981 studierte er Bachelor Betriebswirtschaft am Colegio Nacional Mixto Tena.
Von 1984 bis 1985 war er Präsident der CONFENIAE.
Vom 28. November 1988 bis 1992 war er Präsident des CONAIE.
Von 1990 bis 24. November 1995 war er Präsident des Federación de Organizaciones Indígenas de Napo (FOIN).
Von 1999 bis 2004 studierte er Tourismus an der Universidad de las Nacionalidades Indígenas de la Amazonia Ecuatoriana.
Von 24. August 2004 bis Dezember 2005 war er Vorsitzender des Parlamento Amazónico, der höchsten Instanz der CONFENIAE. In dieser Funktion wurde er von Sonia Vargas von der Organización de Pueblos Indígenas del Pastaza (OPIP), abgelöst, womit zum ersten Mal eine Frau zur Leiterin einer indigenen Organisation im Amazonasgebiet gewählt wurde.

## Veröffentlichungen
- mit Richard Chase Smith: The Economic Challenge for Indigenous Amazonians.[5]

| Vorgänger       | Amt                                                | Nachfolger |
| --------------- | -------------------------------------------------- | ---------- |
| Willian Aguavil | Vorsitzender des CONAIE 28. November 1988 bis 1992 | Luis Macas |